# 炸甜麵團

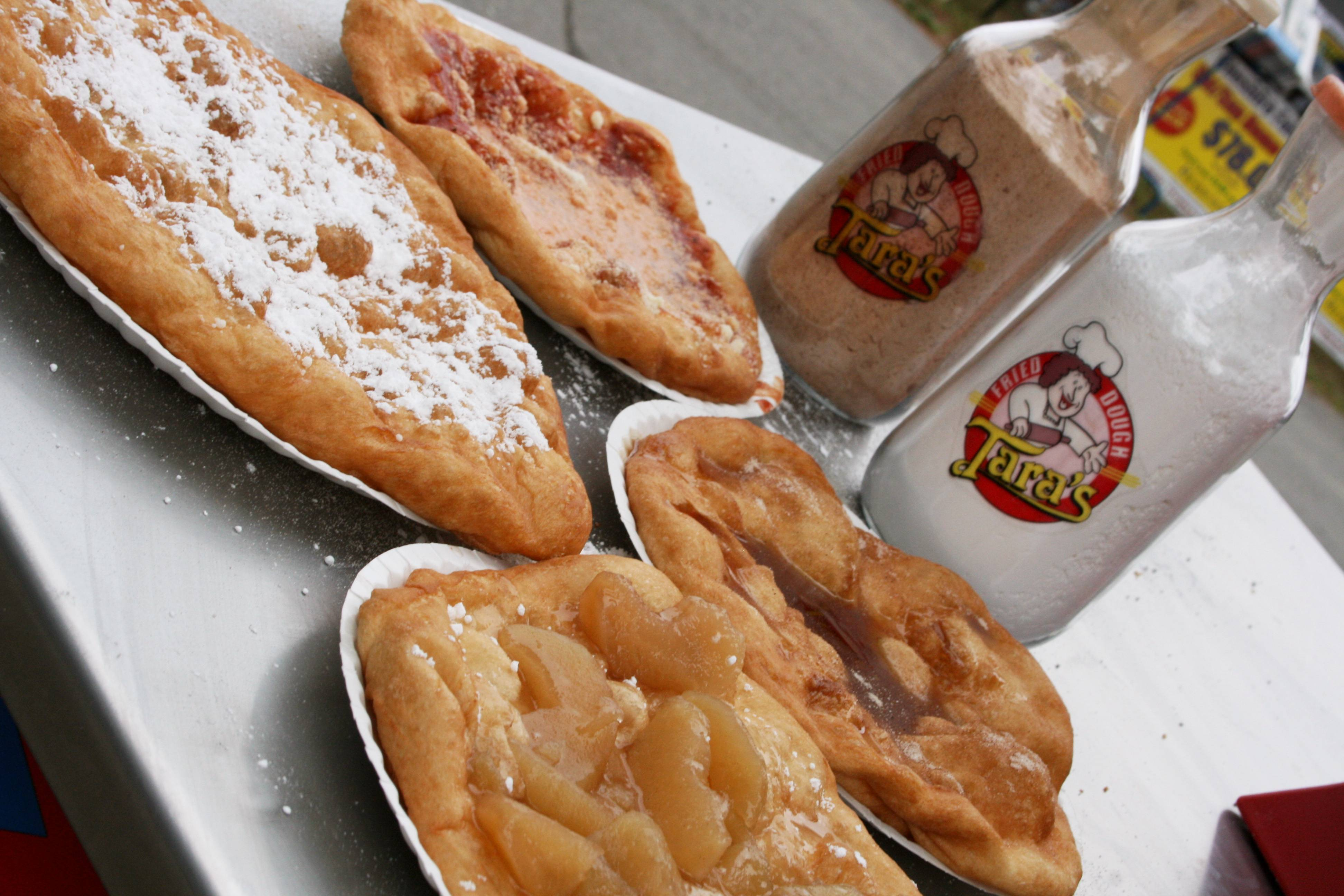
2009年新倫敦當地的炸甜麵團

炸甜麵團或炸麵團、象耳朵（英語：elephant (or oliphaunt) ears），在北美是一項很受歡迎的街邊小吃，往往可以在一些遊樂場，節慶，民間活動以及海邊觀光地點可以看到。做法是將一塊發起來的加過酵母粉的麵團放進熱油裡炸，吃的時候在上頭撒上極細的鹽，肉桂粉，或是加上蛋黃醬。